# Gillmeria stenoptiloides
Gillmeria stenoptiloides là một loài bướm đêm thuộc họ Pterophoridae. Nó được tìm thấy ở Nhật Bản (Honshu), Amur, Trung Quốc, Mông Cổ và Xibia.